# سهل (تطبيق)
التطبيق الحكومي الموحد للخدمات الإلكترونية ويُسمّى اختصارًا تطبيق سهل، هو تطبيق محمول حكومي كويتي أعلن عنه رئيس مجلس الوزراء الكويتي الشيخ صباح الخالد الحمد الصباح في 2 سبتمبر 2021. التطبيق مصمم للهواتف الذكية والأجهزة اللوحية، وغيرها من الأجهزة المحمولة العاملة بنظامي آي أو إس وأندرويد، وقد أطلق في 15 سبتمبر 2021، وهو يقدم خدماته لمواطني ومقيمي دولة الكويت. جاء الإعلان عن التطبيق على أثر جائحة فيروس كورونا، بهدف التحوّل الرقمي الحكومي وإنهاء التعاملات الورقية مع الجهات الحكومية، واستجابة للإجراءات الاحترازية المتخذة في البلاد وتسهيلًا على المواطنين والمقيمين، ولتعزيز كفاءة وسرعة إنجاز المعاملات الحكومية.

## الخدمات
بالإضافة إلى خدمات التطبيق المذكورة، يحتوي أيضًا على ما يلي:

### واصل
هي بذرة لتوحيد مراكز خدمة الاتصال بجميع الجهات الحكومية بمركز خدمة اتصال واحد على الرقم التالي: 101.

### سهل بزنس
هو تطبيق يضم الخدمات الحكومية الإلكترونية المقدمة لأصحاب الأعمال التجارية.

## احصائيات
أعلن المتحدث الرسمي لتطبيق سهل للخدمات الحكومية الالكترونية يوسف كاظم عن احصائيات التطبيق بعد مرور 9 أشهر من اصداره:
- عدد مستخدمين التطبيق 584,666 مستخدم [2]
- عدد المعاملات المنجزة 1,736,656 معاملة
- زيادة عدد الخدمات المقدمة نحو 97 خدمة جديدة منذ إطلاق التطبيق بإجمالي 220 خدمة [3]

## الجهات المشاركة
بناءًا على تصريح رئيس مجلس الوزراء، سيتم إصدار التطبيق على عدة مراحل حيث سيتم إضافة العديد من الجهات في المراحل اللاحقة.
احتوت المرحلة الأولى على 12 جهة حكومية.
حالياً يحتوي التطبيق على 22 جهة حكومية وهم التالي:
- الإدارة العامة للجمارك
- المؤسسة العامة للتأمينات الإجتماعية
- المؤسسة العامة للرعاية السكنية
- الهيئة العامة لشئون القصر
- الهيئة العامة لشئون ذوي الإعاقة
- الهيئة العامة للبيئة
- الهيئة العامة للمعلومات المدنية
- الهيئة العامة لمكافحة الفساد (نزاهة)
- الهيئة العامة للصناعة
- الهيئة العامة للقوى العاملة
- بلدية الكويت
- بنك الائتمان الكويتي
- ديوان الخدمة المدنية
- ديوان رئيس مجلس الوزراء
- وزارة التجارة والصناعة
- وزارة التربية
- وزارة الخارجية
- وزارة الداخلية
- وزارة الصحة
- وزارة العدل
- وزارة الكهرباء والماء والطاقة المتجددة
- وزارة المواصلات

## الخدمات المقدمة
احتوت المرحلة الأولى على 123 خدمة مقدمة من 12 جهة حكومية. حيث انه إضافة الخدمات الأخرى في المراحل القادمة من التطبيق.
يحتوي التطبيق حالياً على 230 خدمة يستطيع المستخدم انجازها داخل التطبيق.

## وصلات خارجية
- صفحة التطبيق على منصة آب ستور
- صفحة التطبيق على منصة جوجل بلاي